# Nhóm ngôn ngữ Sami
Ngữ chi Sami (còn viết là Sámi, Saami) là một phân nhóm ngôn ngữ Ural, là tiếng nói của người Sámi miền Bắc Âu (bắc Phần Lan, Na Uy, Thuỵ Điển cùng vùng viễn tây bắc Nga). Tuỳ theo cách thức phân chia, có thể có trên mười ngôn ngữ Sami. Trong tiếng Anh, tên gọi của ngữ chi này có nhiều biến thể, gồm Sámi, Sami, Saami, Saame, Sámic, Samic, Saamic, cùng với đó là ngoại danh Lappish và Lappic. Hai từ cuối, cùng với Lapp, nay được coi là mang ý miệt thị.

## Phân bố
Ngữ chi Sami là một nhánh của ngữ hệ Ural. Theo quan điểm truyền thống, ngữ chi Sami có quan hệ gần nhất với ngữ chi Finn (Sammallahti 1998). Quan điểm này đang chịu sự nghi ngờ từ một số học giả; họ cho rằng bằng chứng chứng minh cho sự tồn tại của ngôn ngữ Finn-Sami nguyên thủy không vững chắc như đã tưởng, nét tương đồng giữa hai bên là tiếp xúc qua lại trong khu vực.
Về quan hệ nội tại, ngữ chi Sami chia ra hai nhánh con: tây và đông. Hai nhánh này lại tách ra những nhánh con, rồi ra từng ngôn ngữ. (Sammallahti 1998: 6-38.) Một phần vùng ngôn ngữ Sami là một dãy phương ngữ mà ở đó hai dạng ngôn ngữ kề nhau thông hiểu nhau ở mức độ nào đó, nhưng ở cách xa thì không hiểu được nhau. Ngược lại, cũng có ranh giới ngôn ngữ rõ rệt, chẳng hạn giữa tiếng Bắc Sami, tiếng Sami Inari, tiếng Sami Skolt, người nói không thể hiểu nhau nếu không tích cực học hoặc tiếp xúc trong thời gian dài. Sự hình thành ranh giới ngôn ngữ như vậy có lẽ là kết quả của việc người nói ít tiếp xúc với nhau trong quá khứ. 

### Nhóm ngôn ngữ Sami Tây
- Tây Nam
  - Nam Sami (600)[6]
    - Phương ngữ Åsele
    - Phương ngữ Jämtland

  - Sami Ume (20)[7]
- Tây Bắc
  - Tây Bắc Lõi
    - Sami Pite (20)[8]
    - Sami Lule (1.000–2.000)[9]

  - Bắc Sami (20.000)[10]
    - Sami Torne
    - Sami Finnmark
    - Sami duyên hải

### Nhóm ngôn ngữ Sami Đông

Ngôn ngữ Sami và các khu định cư ở Nga:
Skolt (Notozersky)
Akkala (Babinsky)
Kildin
Ter

- Đất liền
  - Sami Inari (400)[11]
  - Sami Kemi (tử ngữ)
  - Sami Skolt (420)[12]
  - Sami Akkala (tử ngữ)
  - Sami Kainuu (tử ngữ)
- Bán đảo
  - Sami Kildin (500)[13]
  - Sami Ter (2[14]–10[15])

Số liệu ở trên chỉ là xấp xỉ.